# ヨウ化バナジウム(III)
ヨウ化バナジウム(III)（ヨウかバナジウム さん、Vanadium(III) iodide）は、化学式が VI3 と表されるバナジウムのヨウ化物である。常磁性の固体で、バナジウム粉末とヨウ素を 500 ℃ 程度に加熱することにより得られる。吸湿性が高く、水に溶けると V(III) 化合物に特有の緑色のイオンが生じる。
金属バナジウムとヨウ素によりヨウ化バナジウム(III)が生じる反応は可逆反応のため、化学輸送法で純度の高い金属バナジウムを得ることができる。
{\displaystyle {\ce {{2V}+3I2\ \rightleftarrows \ 2VI3}}}
VI3 の結晶構造はヨウ化ビスマス(III)と同じ六方最密充填構造で、各バナジウム中心は八面体の3分の1を占める。
VI3 を熱分解すると不均化してヨウ化バナジウム(II) VI2 とヨウ化バナジウム(IV) VI4 が生じる。この VI4 は蒸気輸送法で発生する揮発性ガスの主成分であると言われる。
{\displaystyle {\ce {2VI3 -> VI2 + VI4}}} {\displaystyle \Delta H=36.6\ {\rm {{kcal/mol}\ \Delta S=38.7eu}}}